# ペーター・アウグスト (シュレースヴィヒ＝ホルシュタイン＝ゾンダーブルク＝ベック公)
ペーター・アウグスト（Peter August von Schleswig-Holstein-Sonderburg-Beck, 1697年12月7日 ケーニヒスベルク - 1775年3月22日 レヴァル）は、シュレースヴィヒ＝ホルシュタイン＝ゾンダーブルク＝ベック家の第8代公爵（在位：1774年 - 1775年）。帝政ロシアの陸軍元帥・地方総督。

## 生涯
シュレースヴィヒ＝ホルシュタイン＝ゾンダーブルク＝ベック公フリードリヒ・ルートヴィヒと、その妻でアウグステンブルク公エルンスト・ギュンターの娘であるルイーゼ・シャルロッテの間の五男。両親は従兄妹同士であった。
長くレヴァルの市長官およびエストニア総督府の総督（在任：1743年 - 1753年、1758年 - 1775年）を務めた。1758年陸軍元帥にも叙された。1775年に死去すると、遺骸は任地レヴァル市内の聖ニコライ教会に安置された。1865年、曾孫のアレクサンドル・バリャティンスキー公爵とその兄弟姉妹は、曾祖父を偲んで同教会の大規模な改装を行わせている。

## 子女
1723年9月5日、ヘッセン＝フィリップスタール方伯フィリップの娘ゾフィー（1695年 - 1725年）と最初の結婚をし、間に3人の子をもうけたが、成育したのは男子1人のみだった。
- カール・アントン・アウグスト（1727年 - 1759年）

1742年3月15日、海軍長官ニコライ・フョードロヴィチ・ゴロヴィン伯爵の娘ナターリヤ・ニコラエヴナ・ゴロヴィナ（1724年 - 1767年）と再婚し、間に3人の子をもうけたが、成育したのは女子1人のみだった。
- カタリーナ（1750年 - 1811年） - 1767年イヴァン・セルゲーエヴィチ・バリャティンスキー（ロシア語版）公爵と結婚